# Mimosa pinetorum
Mimosa pinetorum är en ärtväxtart som beskrevs av Paul Carpenter Standley. Mimosa pinetorum ingår i släktet mimosor, och familjen ärtväxter. Inga underarter finns listade i Catalogue of Life.